# Schimia
Schimia is een geslacht van vlinders uit de familie wespvlinders (Sesiidae), onderfamilie Sesiinae.
Schimia is voor het eerst wetenschappelijk beschreven door Gorbunov & Arita in 1999. De typesoort is Schimia flavipennis.

## Soorten
Schimia omvat de volgende soorten:
- Schimia flava (Moore, 1879)
- Schimia flavipennis Gorbunov & Arita, 1999
- Schimia tanakai Gorbunov & Arita, 2000